# Região Metropolitana de Campo Mourão
A Região Metropolitana de Campo Mourão é uma região metropolitana brasileira, localizada no Paraná.

## Municípios
| Município             | Área (km²) | População (est. 2021) | PIB em mil R$ (2019) |
| --------------------- | ---------- | --------------------- | -------------------- |
| Altamira do Paraná    | 386,945    | 1 429                 | 75 113,12            |
| Araruna               | 493,190    | 14 029                | 471 289,90           |
| Barbosa Ferraz        | 538,636    | 11 287                | 212 029,59           |
| Boa Esperança         | 312,406    | 3 991                 | 201 345,93           |
| Campina da Lagoa      | 796,614    | 13 888                | 413 286,95           |
| Campo Mourão          | 757,875    | 96 102                | 3 870 715,00         |
| Corumbataí do Sul     | 164,341    | 3 038                 | 62 456,10            |
| Engenheiro Beltrão    | 467,470    | 13 962                | 465 780,71           |
| Farol                 | 289,232    | 2 995                 | 130 027,74           |
| Fênix                 | 234,099    | 4 734                 | 144 689,23           |
| Goioerê               | 564,163    | 28 734                | 886 357,31           |
| Iretama               | 570,459    | 10 029                | 273 197,12           |
| Janiópolis            | 335,650    | 4 948                 | 155 596,35           |
| Juranda               | 344,697    | 7 244                 | 313 805,71           |
| Luiziana              | 908,601    | 7 217                 | 314 220,81           |
| Mamborê               | 788,061    | 12 900                | 562 296,97           |
| Moreira Sales         | 353,772    | 11 966                | 299 123,17           |
| Nova Cantu            | 555,488    | 4 827                 | 198 650,73           |
| Peabiru               | 468,595    | 14 017                | 316 738,33           |
| Quarto Centenário     | 321,875    | 4 420                 | 218 558,44           |
| Quinta do Sol         | 326,177    | 4 444                 | 163 360,59           |
| Rancho Alegre d'Oeste | 241,386    | 2 602                 | 133 101,87           |
| Roncador              | 742,121    | 9 447                 | 386 859,88           |
| Terra Boa             | 320,850    | 17 304                | 466 750,64           |
| Ubiratã               | 652,581    | 20 809                | 932 169,89           |
| Total                 | 11.935,284 | 326 363               | 11 697 519,08        |